# Nordby (przystanek kolejowy)
Nordby – kolejowy przystanek osobowy w Nordby, w regionie Akershus w Norwegii, jest oddalony od Oslo Sentralstasjon o 46,10 km. 

## Ruch pasażerski
Leży na linii Hovedbanen. Jest elementem  kolei aglomeracyjnej w Oslo. Przez stację przebiegają pociągi linii 440.  Stacja obsługuje Oslo Sentralstasjon, Drammen, Asker, Lillestrøm i Skøyen.
| Numer | Stacja początkowa | stacja końcowa |
| ----- | ----------------- | -------------- |
| 440   | Skien             | Dal            |

Pociągi linii 440 odjeżdżają co godzinę; od Asker jadą trasą Askerbanen a między Oslo a Lillestrøm jadą trasą Gardermobanen. 

## Obsługa pasażerów
Wiata, parking na 5 miejsc, parking rowerowy. Odprawa podróżnych odbywa się w pociągu.